# Louis Christen Racing
La Louis Christen Racing, meglio nota con l'acronimo LCR, è un'azienda svizzera attiva dal 1971 nel settore dei telai per auto, moto e sidecar da competizione.
Fondata da Louis Christen (da cui il nome dell'azienda), la LCR inizia l'attività con alcune vetture monoposto, ma dal 1976 sposta la propria attività nei sidecar da competizione, categoria grazie alla quale la LCR si farà conoscere a livello internazionale. La prima vittoria nel Motomondiale è nel GP del Belgio 1978, grazie agli svizzeri Bruno Holzer e Karl Meierhans, terzi a fine stagione. La stessa accoppiata telaio-piloti vincerà il titolo 1979 nella categoria B2B, con secondi i connazionali Rolf Biland-Kurt Waltisperg.

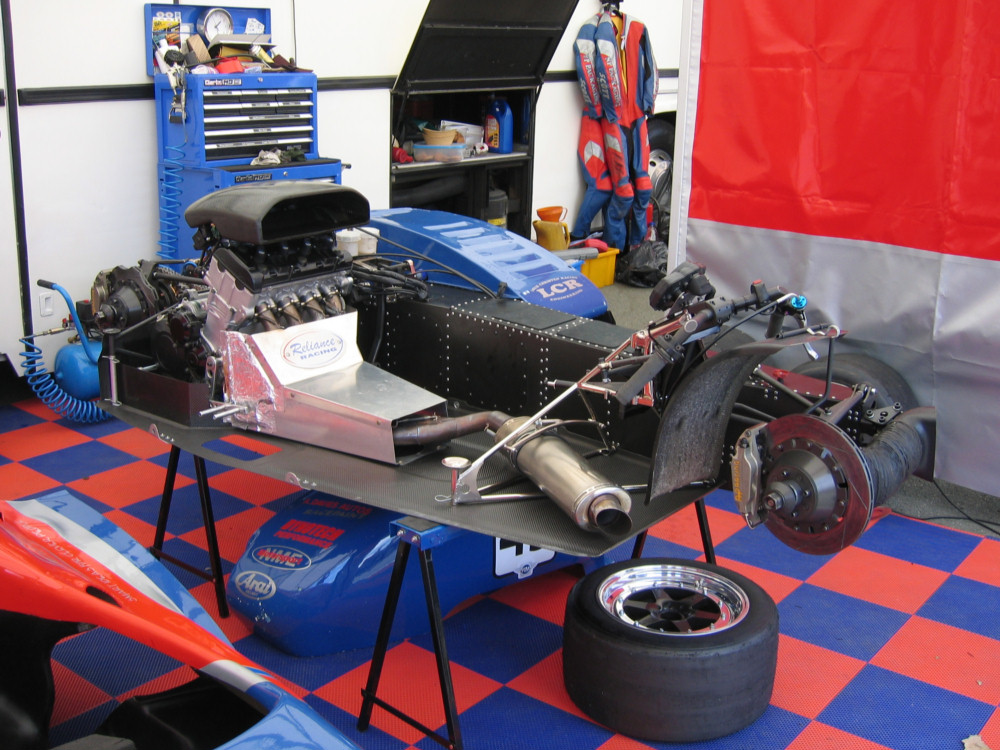
Un sidecar LCR privo di carrozzeria.

Da allora i telai LCR si dimostreranno i più competitivi tra i "tre ruote", vincendo, oltre al titolo 1979, anche quello 1981 e ininterrottamente dal 1983 al 1994, a cui si devono aggiungere i campionati europei di categoria 1988, 1989, 1991, 1993 e 1994, e, dopo l'esclusione dei sidecar dal Mondiale a fine 1996, le Coppe del Mondo e i Campionati del Mondo sidecar dal 1997 in poi (con la sola eccezione della stagione 2002).
La LCR si dedicò anche alle moto da competizione, specialmente nelle classi 80 e 125, fornendo i suoi telai monoscocca alle Zündapp e alle Krauser ufficiali, conquistando due titoli mondiali nella 80 (1984 e 1985) con Stefan Dörflinger. In 125, diverse special motorizzate MBA ebbero modo di distinguersi con in sella Bruno Kneubühler (5º nel 1985 e 6º nel 1986), Paolo Casoli (3º nel 1987) e Domenico Brigaglia (4º nel 1987).